# Elezioni europee del 2014 in Romania
Le elezioni europee del 2014 in Romania si sono tenute il 25 maggio.

## Risultati
| Liste                           | Liste | Sigla       | Partito europeo | Gruppo | Voti      | %     | Seggi                    | Differenza | Differenza                   |
| Liste                           | Liste | Sigla       | Partito europeo | Gruppo | Voti      | %     | Seggi                    | %          | Seggi                        |
| ------------------------------- | --- | ----------- | --------------- | ------ | --------- | ----- | ------------------------ | ---------- | ---------------------------- |
|                                 | Alleanza elettorale PSD-UNPR-PC - Partito Social Democratico - Unione Nazionale per il Progresso della Romania - Partito Conservatore | PSD UNPR PC | PSE             | S&D    | 2 093 234 | 37,60 | 16 PSD: 12 UNPR: 2 PC: 2 | 6,52       | 5 · PSD: 2 · UNPR: 2 · PC: 1 |
|                                 | Partito Nazionale Liberale | PNL         | PPE             | PPE    | 835 531   | 15,01 | 6                        | 0,49       | 1                            |
|                                 | Partito Democratico Liberale | PD-L        | PPE             | PPE    | 680 853   | 12,23 | 5                        | 17,48      | 5                            |
|                                 | Mircea Diaconu | Ind.        | -               | ALDE   | 379 582   | 6,82  | 1                        | nuovo      | nuovo                        |
|                                 | Unione Democratica Magiara di Romania                                                                                                 | UDMR        | PPE             | PPE    | 350 689   | 6,30  | 2                        | 2,62       | 1                            |
|                                 | Partito del Movimento Popolare | PMP         | -               | PPE    | 345 973   | 6,22  | 2                        | nuovo      | nuovo                        |
|                                 | Partito del Popolo-Dan Diaconescu | PP-DD       | -               | -      | 204 310   | 3,67  | -                        | nuovo      | nuovo                        |
|                                 | Partito Grande Romania | PRM         | -               | -      | 150 484   | 2,70  | -                        | 5,96       | 3                            |
|                                 | Forza Civica | FC          | -               | -      | 145 181   | 2,61  | -                        | 2,21       | Stabile                      |
|                                 | Partito Ecologista Romeno | PER         | -               | -      | 64 232    | 1,15  | -                        | nuovo      | nuovo                        |
|                                 | Alleanza Nazionale degli Agricoltori                                                                                                  | ANA         | -               | -      | 53 273    | 0,96  | -                        | nuovo      | nuovo                        |
|                                 | Partito Nazionale Contadino Cristiano Democratico                                                                                     | PNȚCD       | -               | -      | 49 983    | 0,90  | -                        | 0,55       | Stabile                      |
|                                 | Pericle-Iulian Capsali | Ind.        | -               | -      | 49 612    | 0,89  | -                        | nuovo      | nuovo                        |
|                                 | Peter Costea | Ind.        | -               | -      | 41 274    | 0,74  | -                        | nuovo      | nuovo                        |
|                                 | Georgiana-Corina Ungureanu | Ind.        | -               | -      | 27 324    | 0,49  | -                        | nuovo      | nuovo                        |
|                                 | Partito Verde | PV          | PVE             | -      | 19 148    | 0,34  | -                        | nuovo      | nuovo                        |
|                                 | Nuova Repubblica | NR          | -               | -      | 15 419    | 0,27  | -                        | nuovo      | nuovo                        |
|                                 | Partito della Giustizia Sociale | PDS         | -               | -      | 13 537    | 0,24  | -                        | nuovo      | nuovo                        |
|                                 | Paul Purea | Ind.        | -               | -      | 11 319    | 0,20  | -                        | nuovo      | nuovo                        |
|                                 | Dănuț Liga | Ind.        | -               | -      | 10 650    | 0,19  | -                        | nuovo      | nuovo                        |
|                                 | Partito Alternativa Socialista | PAS         | SE              | -      | 9 803     | 0,17  | -                        | nuovo      | nuovo                        |
|                                 | Valentin-Eugen Dăeanu | Ind.        | -               | -      | 8 747     | 0,15  | -                        | nuovo      | nuovo                        |
|                                 | Constantin-Titian Filip | Ind.        | -               | -      | 6 458     | 0,11  | -                        | nuovo      | nuovo                        |
| Totale                          | Totale | Totale      | Totale          | Totale | 5 566 616 |       | 32                       |            | 1                            |
| Fonte: Biroul Electoral Central | |             |                 |        |           |       |                          |            |                              |

| Voti nulli                  | 345 011    |
| Votanti (affluenza: 32,44%) | 5 911 794  |
| Aventi diritto voto         | 18 221 061 |

- Norica Nicolai, eletta nel Partito Nazionale Liberale, sceglie successivamente di aderire al gruppo ALDE.[3]

## Europarlamentari eletti
I 32 europarlamentari eletti furono:
- Dan Nica (PSD)
- Ioan Mircea Pașcu (PSD)
- Victor Boștinaru (PSD)
- Claudiu Ciprian Tănăsescu (PSD)
- Claudia Țapardel (PSD)
- Andi Cristea (PSD)
- Daciana Sârbu (PSD)
- Victor Negrescu (PSD)
- Sorin Moisă (PSD)
- Viorica Dăncilă (PSD)
- Cătălin Ivan (PSD)
- Corina Crețu (PSD)
- Maria Grapini (PC)
- Laurențiu Rebega (PC)
- Damian Drăghici (UNPR)
- Doru-Claudian Frunzulică (UNPR)
- Adina-Ioana Vălean (PNL)
- Cristian Bușoi (PNL)
- Ramona Mănescu (PNL)
- Norica Nicolai (PNL)
- Renate Weber (PNL)
- Eduard Hellvig (PNL)
- Theodor Stolojan (PD-L)
- Traian Ungureanu (PD-L)
- Marian-Jean Marinescu (PD-L)
- Daniel Buda (PD-L)
- Monica Macovei (PD-L)
- Iuliu Winkler (UDMR)
- Csaba Sógor (UDMR)
- Siegfried Mureșan (PMP)
- Cristian Preda (PMP)
- Mircea Diaconu (Indipendente)